# Parafia Najświętszej Maryi Panny Królowej Polski w Krygu
Parafia Najświętszej Maryi Panny Królowej Polski w Krygu – rzymskokatolicka parafia terytorialnie należąca do dekanatu bieckiego diecezji rzeszowskiej.
Parafia została wydzielona z parafii Narodzenia Najświętszej Maryi Panny w Libuszy. Erygowana dekretem ówczesnego ordynariusza tarnowskiego, bpa Leona Wałęgę, w roku 1930.
Murowana trzynawowa świątynia utrzymana w stylu barokowym powstała w latach 1932–1934. Konsekracji kościoła dokonał abp Jerzy Ablewicz w dniu 3 maja 1964 roku. Wyposażenie kościoła, w tym organy jedenastogłosowe, zostały wykonane w 1991 roku. Witraże zostały ufundowane przez miejscowych nafciarzy.